# Iván Tovar
Iván Tovar, né en 1942 à San Francisco de Macorís en République dominicaine et mort en 2020, est un artiste peintre et graveur que l'on rattache au néo-surréalisme.

## Biographie
De 1963 à 1983, il vit et travaille à Paris. Il commence à exposer à la Biennale de Paris (1963, 1er artiste dominicain exposé), puis à Luxembourg, Stockholm, Lisbonne et New York. 
Ses compositions les plus connues expriment sur de larges surfaces très colorées des figures chimériques, à la fois anthropomorphiques et animales, presque biomécaniques, qui rappellent parfois l'univers d'un Yves Tanguy ou d'un Richard Lindner.